# Needtobreathe
I Needtobreathe sono un gruppo musicale alternative rock statunitense formatosi nel 1998 e originario della Carolina del Sud.

## Storia del gruppo
I fratelli William Stanley e Nathaniel Bryant Rinehart si esibiscono insieme a partire dalla fine degli anni '90. Nel 2005 il gruppo firma un contratto con Atlantic Records e Sparrow Records. Il gruppo si reca quindi nel Regno Unito per registrare il primo album Daylight, realizzato con il produttore Andy Green.
L'album viene pubblicato nell'aprile 2006 e il gruppo subito dopo comincia a realizzare il secondo disco, uscito nell'agosto 2007.
Il terzo disco della band esce nell'agosto 2009 e si intitola The Outsiders. Questo album permette al gruppo di scalare la classifica Billboard 200 fino alla posizione #20.
Nel settembre 2011 esce il successivo album The Reckoning (#6 nella Billboard 200). Il brano Oohs and Ahhs viene scelto come colonna sonora dei passaggi promozionali della serie di J. J. Abrams Alcatraz.
Le vendite vanno in maniera ulteriormente migliore con il successivo album: Rivers in the Wasteland (aprile 2014) raggiunge la terza posizione della classifica.

## Formazione
- William Stanley "Bear" Rinehart - voce, chitarra, piano
- Nathaniel Bryant "Bo" Rinehart - chitarra, banjo, mandolino, cori
- Seth Bolt - basso, cori

## Discografia

### Album in studio
- 2006 – Daylight
- 2007 – The Heat
- 2009 – The Outsiders
- 2011 – The Reckoning
- 2014 – Rivers in the Wasteland

### Singoli
- 2024 – Among Friends (con Jordan Davis)